# Strumentale
Lo strumentale è un caso della declinazione di diverse lingue antiche e moderne. Viene normalmente usato per esprimere il mezzo con cui si compie un'azione o il complemento d'agente nelle costruzioni passive.
Nelle lingue baltiche come il lituano, e anche nelle lingue slave come il polacco, indica anche complemento di moto per luogo (Andare per strada - polacco Iść drogą).

## Greco antico
Il greco antico ha perso molto presto lo strumentale, ma ne rimangono tracce nella lingua omerica caratterizzate dalla terminazione -φι (es. ἶφι "con forza" dal sostantivo ἴς "forza", dalla stessa radice del latino vis, dallo stesso significato). Anche il pronome di terza persona plurale σφεῖς, usato nella lingua omerica, potrebbe risalire alla radice *swe-/se- al grado zero *s- cui fu aggiunta l'uscita -φι dello strumentale creando il dativo atono σφι(ν) "a loro", da cui si derivò l'accusativo σφε e da questo tutto il resto della flessione.

## Russo
Nella lingua russa, ad esempio
- карандаш (karandaš, matita), я рисую карандашом, ja risuju karandašom (io disegno con una matita)
- вода (voda, acqua), помыть водой, pomyt' vodoj (lavare con acqua)
- рабочий (rabočij, operaio), городок построен рабочими завода, gorodok postroen rabočimi zavoda (il villaggio è stato costruito dagli operai della fabbrica)

Nella lingua russa, lo strumentale preceduto dalla preposizione с serve inoltre ad introdurre il complemento di compagnia.
- Мария (Maria), с Марией (con Maria)

Se preceduto dalla preposizione за, esprime un complemento di fine o scopo o, in alcuni casi, indica il fine e lo scopo dell'intera azione.
- Я еду в аптеку за лекарством (vado / sto andando in farmacia a prendere una medicina, lett. per la medicina)

Nella frase Мы сидим за столом (ci sediamo a tavola), за + strumentale è inteso in senso figurato.
Con le preposizioni над (sopra) e под (sotto), lo strumentale indica, rispetto ad una superficie, la posizione di un oggetto che è situato sopra o sotto la superficie stessa, senza contatto con essa. Da questo punto di vista, над e под + strumentale sono l'equivalente di "al di sopra" e "al di sotto" (di qualcosa).
- под стулом (sotto la sedia)

Importante anche il ruolo che ricopre lo strumentale nell'indicare alcune comuni espressioni di tempo riferite alle fasi del giorno e alle stagioni dell'anno. 
- утром, "al mattino", dal sostantivo neutro утро:
- днём, "durante la giornata", dal sostantivo maschile день;
- вечером, "alla sera", dal sostantivo maschile вечер;
- ночью, "di notte", dal sostantivo femminile ночь;
- весной, "di primavera", dal sostantivo femminile весна;
- летом, "d'estate", dal sostantivo neutro лето;
- осенью, "in autunno", dal sostantivo femminile осень;
- зимой, "d'inverno", dal sostantivo femminile зима.

Lo strumentale si segnala, infine, anche per caratterizzare il predicato nominale delle frasi personali costruite al passato o al futuro, laddove al tempo presente c'è il semplice caso nominativo. Quest'ultimo uso dello strumentale al passato è tipico della lingua scritta; nel registro colloquiale è a volte possibile utilizzare il nominativo.
- Он был/будет водителем министра. (lui era/sarà l'autista del ministro)